# Al-Nahda Club (Arabie saoudite)
Pour les articles homonymes, voir Al-Nahda Club.
Ne doit pas être confondu avec Al-Nahda (Oman).
Maillots
Le Al Nahda Football Club (en arabe : نادي النهضة), plus couramment abrégé en Al Nahda, est un club saoudien de football fondé en 1949 et basé dans la ville de Dammam.

## Histoire
En 2013-2014, le club évolue en première division.

## Palmarès
| Compétitions nationales                                                                                               |
| --- |
| - Championnat d'Arabie saoudite de deuxième division (2) : - Champion : 1991 et 1993. - Vice-champion : 1977 et 2013. |